# Oběh zboží
Oběh zboží je procesem výměny zboží uskutečňované prostřednictvím peněz a který v podmínkách výměny zboží slouží jako spojovací článek mezi výrobou a spotřebou (na rozdíl od naturální výměny); v rozvinutém oběhu výrobků tuto funkci plní vnitřní obchod a zahraniční obchod.
Oběh zboží je formou výměny produktů práce na jejich cestě od výrobce ke spotřebiteli prostřednictvím peněz, tj. proměny zboží na peníze a peněz na zboží prostřednictvím koupě a prodeje a s tím spojené rozdělování zboží jako užitných hodnot (na rozdíl od přímé výměny).